# Rosa Ponselle
Rosa Ponselle, nome d'arte di Rosa Melba Ponzillo (Meriden, 22 gennaio 1897 – Baltimora, 25 maggio 1981), è stata un soprano statunitense.

## Biografia
Figlia di Bernardino e Maddalena Conte, italiani immigrati da Caiazzo, intraprese una breve carriera come cantante di musica leggera insieme alla sorella maggiore Carmela (1892-1977) e successivamente studiò canto con William Thorner.
Debuttò come professionista al Metropolitan Opera House di New York il 15 novembre 1918 nel ruolo di Leonora ne La forza del destino di Giuseppe Verdi con Enrico Caruso e Giuseppe De Luca.
Cantò ininterrottamente nel teatro newyorchese (411 rappresentazioni al Met) e in concerti fino al 1937, anno del ritiro, e si esibì sporadicamente in Italia (Teatro Comunale di Firenze) nel 1933 nella prima rappresentazione di La Vestale (Spontini) con Ebe Stignani e a Londra (Royal Opera House) nel 1929 nella ripresa di Norma (opera).
Dopo il ritiro si stabilì definitivamente nella sua villa nei pressi di Baltimora insieme al marito Carl Jackson e diede delle master classes alla Baltimore Civic Opera Company: tra coloro che poterono profittare dei suoi insegnamenti nel corso dei decenni figurano artisti di primissimo piano come Beverly Sills, Raina Kabaivanska, Sherrill Milnes e Plácido Domingo. 
È seppellita nel Druide Ridge Cemetery di Baltimora.

## Vocalità e personalità interpretativa
Dotata di una voce brunita, sensuale e piena, limpida, vigorosa e agile, notevolmente estesa, sorretta da un'ottima preparazione tecnica, Rosa Ponselle fu il soprano drammatico di riferimento per molti soprani tra i quali Maria Callas.
Fu la prima interprete nel XX secolo della Norma di Vincenzo Bellini, ma fu anche una grande Vestale, nell'opera di Gaspare Spontini.
Emerse inoltre nel repertorio verdiano.
Fu soprannominata "la Caruso in gonnella"  o "la Caruso dei Soprani" .

## Omaggi
- Nella settima Avenue di New York le è stato eretto un monumento nel costume di Norma.
- L'Amministrazione Comunale di Caiazzo ha indetto nel 2011 il Concorso Internazionale per giovani cantanti lirici “Rosa Ponselle Città di Caiazzo", in collaborazione con il Conservatorio Musicale “San Pietro a Majella” di Napoli, il Conservatorio Musicale “G. Martucci" di Salerno, il Conservatorio Musicale “Nicola Sala” di Benevento, il Conservatorio Musicale “Domenico Cimarosa" di Avellino, il Peabody Institute della Johns Hopkins University di Baltimora (USA) ed il Department of Music della Towson University (USA)[1].
- Si tiene nella città di Matera il Concorso di Esecuzione Musicale "Premio Rosa Ponselle" voluto ed istituito dal nipote del Soprano Italo-Americano M°Giuseppe Ciaramella anche direttore della locale Polifonica Rosa Ponselle

## Repertorio
| Repertorio parziale     | Repertorio parziale  | Repertorio parziale |
| ----------------------- | -------------------- | ------------------- |
| Ruolo                   | Opera                | Compositore         |
| Norma                   | Norma                | Bellini             |
| Carmen                  | Carmen               | Bizet               |
| Carmelita               | The Legend           | Breil               |
| Maddalena di Coigny     | Andrea Chénier       | Giordano            |
| Rachel                  | L'ebrea              | Halévy              |
| Margared                | Le roi d'Ys          | Lalo                |
| Santuzza                | Cavalleria rusticana | Mascagni            |
| Sélika                  | L'Africana           | Meyerbeer           |
| Fiora                   | L'amore dei tre re   | Montemezzi          |
| Zoraima                 | La notte di Zoraima  | Montemezzi          |
| Donna Anna              | Don Giovanni         | Mozart              |
| Gioconda                | La Gioconda          | Ponchielli          |
| Fedra                   | Fedra                | Romani              |
| Matilde d'Asburgo       | Guglielmo Tell       | Rossini             |
| Giulia                  | La Vestale           | Spontini            |
| Elvira                  | Ernani               | Verdi               |
| Luisa Miller            | Luisa Miller         | Verdi               |
| Leonora                 | Il trovatore         | Verdi               |
| Violetta Valéry         | La traviata          | Verdi               |
| Donna Leonora di Vargas | La forza del destino | Verdi               |
| Elisabetta di Valois    | Don Carlo            | Verdi               |
| Aida                    | Aida                 | Verdi               |
| Reiza                   | Oberon               | Weber               |

## Discografia parziale
- 1954 - Rosa Ponselle at the Villa Pace - October 1954 (Historical Recording Enterprises, HRE 236-3)
- 1954 - Open House with Rosa Ponselle (RCA Victor, E4-KP-1517/18)
- 1955 - Rosa Ponselle Sings Today (RCA Victor, LM-1889)
- 1957 - Rosa Ponselle in Song (RCA Victor, LM-2047)
- 1959 - By Request... (Garrison Recording, RPX-101/102)
- 1982 - Verdi - La traviata (Pearl, GEMM 235) con Frederick Jagel e Lawrence Tibbett, coro ed orchestra del Metropolitan Opera diretta da Ettore Panizza (Registrazione del 5 gennaio 1935)
- 1983 - Rosa Ponselle Live ..... in Concert 1934-1946 (MDP, MDP-012)
- 1989 - Ponselle (Nimbus Records NI 7805)
- 1993 - Ponselle - Volume 2 (Nimbus Records, NI 7846)
- 1993 - Rosa Ponselle the Victor Recordings (1923-25) (Romophone, 81006-2)
- 1994 - The Spirit of Christmas Past (Artisti vari) (Nimbus Records, NI 7861)
- 2000 - On The Air Volume 2 (Marston, 52032-2)
- 2005 - Rosa Ponselle: The Verdi Recordings, 1918-1928, Fono
- 2010 - Verdi: La Traviata - Rosa Ponselle/Ettore Panizza/Lawrence Tibbett/Frederick Jagel/Metropolitan Opera Chorus & Orchestra, Discover/The Metropolitan Opera/Sony
- 2010 - The Very Best of Rosa Ponselle 1919-1939, Classical Masters
- ---- - Rosa Ponselle Live ..... in Concert Volume Two 1934-1937 (MDP, MDP-029)
- ---- - Rosa Ponselle in Songs by French, German, Italian and Spanish Composers 1925 e 1934-1937 (The Golden Age of Opera, EJS-191)
- ---- - Bizet - Carmen (Historical Recording Enterprises, HRE 253-3) con René Maison, Ezio Pinza, Hilda Burke, Louis Hasselmans, Louis D'Angelo, Helen Olheim, Thelma Votipka, Angelo Bada (Registrazione del 1936)